# Album al numero uno in Estonia
La presente lista elenca gli album alla posizione numero uno della classifica settimanale estone, la Eesti Tipp-40, che sono stati, nel corso delle settimane, i dischi più venduti nei negozi digitali e più riprodotti sulle piattaforme di streaming.

## 2018
| Settimana    | Artista                    | Album                              | Note                      |
| ------------ | -------------------------- | ---------------------------------- | ------------------------- |
| 5 febbraio   | Arop                       | P.O.E.G.                           | [ 1 ]                     |
| 12 febbraio  | Justin Timberlake          | Man of the Woods                   | [ 1 ]                     |
| 19 febbraio  | Kendrick Lamar             | Black Panther: The Album           | [ 2 ]                     |
| 26 febbraio  | Kendrick Lamar             | Black Panther: The Album           | [ 3 ]                     |
| 5 marzo      | Kendrick Lamar             | Black Panther: The Album           | [ 4 ]                     |
| 12 marzo     | Kendrick Lamar             | Black Panther: The Album           | [ 5 ]                     |
| 19 marzo     | Kendrick Lamar             | Black Panther: The Album           | [ 6 ]                     |
| 26 marzo     | XXXTentacion               | ?                                  | [ 7 ]                     |
| 2 aprile     | XXXTentacion               | ?                                  | [ 8 ]                     |
| 9 aprile     | The Weeknd                 | My Dear Melancholy,                | [ 8 ]                     |
| 16 aprile    | The Weeknd                 | My Dear Melancholy,                | [ 9 ]                     |
| 23 aprile    | The Weeknd                 | My Dear Melancholy,                | [ 10 ]                    |
| 30 aprile    | Reket                      | Rahu                               | [ 11 ]                    |
| 7 maggio     | Post Malone                | Beerbongs & Bentleys               | [ 12 ]                    |
| 14 maggio    | Post Malone                | Beerbongs & Bentleys               | [ 13 ]                    |
| 21 maggio    | Post Malone                | Beerbongs & Bentleys               | [ 14 ]                    |
| 28 maggio    | BTS                        | Love Yourself: Tear                | [ 14 ]                    |
| 4 giugno     | Post Malone                | Beerbongs & Bentleys               | [ 15 ]                    |
| 11 giugno    | Kanye West                 | Ye                                 | [ 15 ]                    |
| 18 giugno    | Kanye West                 | Ye                                 | [ 16 ]                    |
| 25 giugno    | XXXTentacion               | 17                                 | [ 16 ]                    |
| 2 luglio     | XXXTentacion               | ?                                  | [ 17 ]                    |
| 9 luglio     | Drake                      | Scorpion                           | [ 17 ]                    |
| 16 luglio    | Drake                      | Scorpion                           | [ 18 ]                    |
| 23 luglio    | Drake                      | Scorpion                           | [ 19 ]                    |
| 30 luglio    | Drake                      | Scorpion                           | [ 20 ]                    |
| 6 agosto     | Drake                      | Scorpion                           | [ 21 ]                    |
| 13 agosto    | Travis Scott               | Astroworld                         | [ 22 ]                    |
| 20 agosto    | Drake                      | Scorpion                           | [ 22 ]                    |
| 27 agosto    | Ariana Grande              | Sweetener                          | [ 23 ]                    |
| 3 settembre  | Ariana Grande              | Sweetener                          | [ 24 ]                    |
| 10 settembre | Eminem                     | Kamikaze                           | [ 25 ]                    |
| 17 settembre | Eminem                     | Kamikaze                           | [ 26 ]                    |
| 24 settembre | Eminem                     | Kamikaze                           | [ 26 ]                    |
| 1º ottobre   | Eminem                     | Kamikaze                           | [ 27 ]                    |
| 8 ottobre    | Eminem                     | Kamikaze                           | [ 28 ]                    |
| 15 ottobre   | Twenty One Pilots          | Trench                             | [ 29 ]                    |
| 22 ottobre   | Bradley Cooper e Lady Gaga | A Star Is Born                     | [ 30 ]                    |
| 29 ottobre   | Bradley Cooper e Lady Gaga | A Star Is Born                     | [ 30 ]                    |
| 5 novembre   | Bradley Cooper e Lady Gaga | A Star Is Born                     | [ 31 ]                    |
| 12 novembre  | Bradley Cooper e Lady Gaga | A Star Is Born                     | [ 32 ]                    |
| 19 novembre  | Lil Peep                   | Come Over When You're Sober, Pt. 2 | [ 33 ]                    |
| 26 novembre  | Uudo Sepp                  | Sinule                             | [ 34 ]                    |
| 3 dicembre   | Ewert and the Two Dragons  | Hands Around the Moon              | [ 35 ]                    |
| 10 dicembre  | Tommy Cash                 | Yes                                | [ 36 ]                    |
| 17 dicembre  | classifica non pubblicata  | classifica non pubblicata          | classifica non pubblicata |
| 24 dicembre  | classifica non pubblicata  | classifica non pubblicata          | classifica non pubblicata |
| 31 dicembre  | classifica non pubblicata  | classifica non pubblicata          | classifica non pubblicata |

## 2019
| Settimana    | Artista                   | Album                                    | Note                      |
| ------------ | ------------------------- | ---------------------------------------- | ------------------------- |
| 7 gennaio    | Tommy Cash                | Yes                                      | [ 37 ]                    |
| 14 gennaio   | Billie Eilish             | Don't Smile at Me                        | [ 38 ]                    |
| 21 gennaio   | Billie Eilish             | Don't Smile at Me                        | [ 39 ]                    |
| 28 gennaio   | Billie Eilish             | Don't Smile at Me                        | [ 40 ]                    |
| 4 febbraio   | Bring Me the Horizon      | Amo                                      | [ 41 ]                    |
| 11 febbraio  | Billie Eilish             | Don't Smile at Me                        | [ 42 ]                    |
| 18 febbraio  | Ariana Grande             | Thank U, Next                            | [ 43 ]                    |
| 25 febbraio  | Ariana Grande             | Thank U, Next                            | [ 44 ]                    |
| 4 marzo      | Ariana Grande             | Thank U, Next                            | [ 45 ]                    |
| 11 marzo     | Ariana Grande             | Thank U, Next                            | [ 46 ]                    |
| 18 marzo     | Ariana Grande             | Thank U, Next                            | [ 47 ]                    |
| 25 marzo     | Ariana Grande             | Thank U, Next                            | [ 48 ]                    |
| 1º aprile    | Ariana Grande             | Thank U, Next                            | [ 49 ]                    |
| 8 aprile     | Billie Eilish             | When We All Fall Asleep, Where Do We Go? | [ 50 ]                    |
| 15 aprile    | Billie Eilish             | When We All Fall Asleep, Where Do We Go? | [ 51 ]                    |
| 22 aprile    | Billie Eilish             | When We All Fall Asleep, Where Do We Go? | [ 52 ]                    |
| 29 aprile    | Billie Eilish             | When We All Fall Asleep, Where Do We Go? | [ 53 ]                    |
| 6 maggio     | Billie Eilish             | When We All Fall Asleep, Where Do We Go? | [ 54 ]                    |
| 13 maggio    | Rammstein                 | Rammstein                                | [ 55 ]                    |
| 20 maggio    | Rammstein                 | Rammstein                                | [ 56 ]                    |
| 27 maggio    | Billie Eilish             | When We All Fall Asleep, Where Do We Go? | [ 56 ]                    |
| 3 giugno     | Billie Eilish             | When We All Fall Asleep, Where Do We Go? | [ 57 ]                    |
| 10 giugno    | Avicii                    | Tim                                      | [ 57 ]                    |
| 17 giugno    | Billie Eilish             | When We All Fall Asleep, Where Do We Go? | [ 58 ]                    |
| 24 giugno    | Billie Eilish             | When We All Fall Asleep, Where Do We Go? | [ 59 ]                    |
| 1º luglio    | Billie Eilish             | When We All Fall Asleep, Where Do We Go? | [ 60 ]                    |
| 8 luglio     | Billie Eilish             | When We All Fall Asleep, Where Do We Go? | [ 61 ]                    |
| 15 luglio    | Billie Eilish             | When We All Fall Asleep, Where Do We Go? | [ 62 ]                    |
| 22 luglio    | Ed Sheeran                | No. 6 Collaborations Project             | [ 63 ]                    |
| 29 luglio    | Ed Sheeran                | No. 6 Collaborations Project             | [ 64 ]                    |
| 5 agosto     | Ed Sheeran                | No. 6 Collaborations Project             | [ 65 ]                    |
| 12 agosto    | Ed Sheeran                | No. 6 Collaborations Project             | [ 66 ]                    |
| 19 agosto    | Ed Sheeran                | No. 6 Collaborations Project             | [ 67 ]                    |
| 26 agosto    | Ed Sheeran                | No. 6 Collaborations Project             | [ 68 ]                    |
| 2 settembre  | Taylor Swift              | Lover                                    | [ 69 ]                    |
| 9 settembre  | Lana Del Rey              | Norman Fucking Rockwell!                 | [ 70 ]                    |
| 16 settembre | Post Malone               | Hollywood's Bleeding                     | [ 71 ]                    |
| 23 settembre | Post Malone               | Hollywood's Bleeding                     | [ 72 ]                    |
| 30 settembre | Post Malone               | Hollywood's Bleeding                     | [ 73 ]                    |
| 7 ottobre    | Post Malone               | Hollywood's Bleeding                     | [ 74 ]                    |
| 14 ottobre   | Post Malone               | Hollywood's Bleeding                     | [ 75 ]                    |
| 21 ottobre   | Post Malone               | Hollywood's Bleeding                     | [ 76 ]                    |
| 28 ottobre   | Post Malone               | Hollywood's Bleeding                     | [ 77 ]                    |
| 4 novembre   | Kanye West                | Jesus Is King                            | [ 78 ]                    |
| 11 novembre  | Reket                     | Kulutuli                                 | [ 79 ]                    |
| 18 novembre  | Reket                     | Kulutuli                                 | [ 80 ]                    |
| 25 novembre  | Reket                     | Kulutuli                                 | [ 81 ]                    |
| 2 dicembre   | Reket                     | Kulutuli                                 | [ 82 ]                    |
| 9 dicembre   | Reket                     | Kulutuli                                 | [ 83 ]                    |
| 16 dicembre  | Billie Eilish             | When We All Fall Asleep, Where Do We Go? | [ 84 ]                    |
| 23 dicembre  | classifica non pubblicata | classifica non pubblicata                | classifica non pubblicata |
| 30 dicembre  | Michael Bublé             | Christmas                                | [ 85 ]                    |

## 2020
| Settimana    | Artista       | Album                                    | Note    |
| ------------ | ------------- | ---------------------------------------- | ------- |
| 6 gennaio    | JackBoys      | JackBoys                                 | [ 85 ]  |
| 13 gennaio   | Billie Eilish | When We All Fall Asleep, Where Do We Go? | [ 86 ]  |
| 20 gennaio   | Selena Gomez  | Rare                                     | [ 87 ]  |
| 27 gennaio   | Eminem        | Music to Be Murdered By                  | [ 88 ]  |
| 3 febbraio   | Eminem        | Music to Be Murdered By                  | [ 89 ]  |
| 10 febbraio  | Billie Eilish | When We All Fall Asleep, Where Do We Go? | [ 90 ]  |
| 17 febbraio  | Billie Eilish | When We All Fall Asleep, Where Do We Go? | [ 91 ]  |
| 24 febbraio  | Justin Bieber | Changes                                  | [ 92 ]  |
| 2 marzo      | BTS           | Map of the Soul: 7                       | [ 93 ]  |
| 9 marzo      | Billie Eilish | When We All Fall Asleep, Where Do We Go? | [ 94 ]  |
| 16 marzo     | Lil Uzi Vert  | Eternal Atake                            | [ 95 ]  |
| 23 marzo     | Billie Eilish | When We All Fall Asleep, Where Do We Go? | [ 95 ]  |
| 30 marzo     | The Weeknd    | After Hours                              | [ 96 ]  |
| 7 aprile     | Dua Lipa      | Future Nostalgia                         | [ 97 ]  |
| 14 aprile    | The Weeknd    | After Hours                              | [ 98 ]  |
| 21 aprile    | The Weeknd    | After Hours                              | [ 99 ]  |
| 28 aprile    | Trad.Attack!  | Make Your Move                           | [ 100 ] |
| 5 maggio     | The Weeknd    | After Hours                              | [ 101 ] |
| 12 maggio    | Drake         | Dark Lane Demo Tapes                     | [ 102 ] |
| 19 maggio    | The Weeknd    | After Hours                              | [ 103 ] |
| 26 maggio    | The Weeknd    | After Hours                              | [ 104 ] |
| 2 giugno     | Agust D       | D-2                                      | [ 105 ] |
| 9 giugno     | Lady Gaga     | Chromatica                               | [ 106 ] |
| 16 giugno    | The Weeknd    | After Hours                              | [ 107 ] |
| 23 giugno    | The Weeknd    | After Hours                              | [ 108 ] |
| 30 giugno    | The Weeknd    | After Hours                              | [ 108 ] |
| 7 luglio     | The Weeknd    | After Hours                              | [ 109 ] |
| 14 luglio    | Pop Smoke     | Shoot for the Stars, Aim for the Moon    | [ 110 ] |
| 21 luglio    | Juice Wrld    | Legends Never Die                        | [ 111 ] |
| 28 luglio    | Juice Wrld    | Legends Never Die                        | [ 112 ] |
| 4 agosto     | Taylor Swift  | Folklore                                 | [ 113 ] |
| 11 agosto    | Taylor Swift  | Folklore                                 | [ 114 ] |
| 18 agosto    | Taylor Swift  | Folklore                                 | [ 115 ] |
| 25 agosto    | Juice Wrld    | Legends Never Die                        | [ 116 ] |
| 1º settembre | Juice Wrld    | Legends Never Die                        | [ 117 ] |
| 8 settembre  | Juice Wrld    | Legends Never Die                        | [ 118 ] |